# Maria Teresa Uribe Reddemann
Maria Teresa Uribe Reddemann (Santiago de Chile, 1949. június 25. –) chilei származású opera-énekesnő (szoprán).

## Életútja
Tanulmányait szülővárosában kezdte. 1962-ben családjával együtt az Amerikai Egyesült Államokba költöztek, ahol elkezdte zenei tanulmányait.
1964-ben tért vissza szülővárosába, ahol a Nemzeti Zeneművészeti Főiskola énekművészi szakára iratkozott be. 1972-ben ösztöndíjasként Budapestre került, ahol 1978-ban diplomázott a Liszt Ferenc Zeneművészeti Főiskolán Kutrucz Éva és Mikó András tanítványaként opera szakon. Ezt követően az Operaház szerződtette.
1979-ben Barcelonában második lett a María Canals nemzetközi zenei versenyen, 1980-ban pedig elnyerte a parmai Voci Verdiane különdíját.
1992 és 2008 között adjunktus tanár volt a Liszt Ferenc Zeneművészeti Egyetem Tanárképző Főiskolájában. 2008 és 2009 között ének és hangképzés tanár volt az Eszterházy Károly Főiskolán. 2013-tól Bogotában (Kolumbia) a Central Egyetemen énektanár, 2010-től 2013-ig, majd 2016-tol újra a bécsi Vienna Konservatorium óraadó énektanára.
Európa és Latin-Amerika számos operaszínpadán vendégszerepelt: Berlin, Lipcse, Hannover, Winterthur, Solothurn, Zürich, Salzburg, Graz, Várna, Rusze, Szkopje, Bologna, Parma, Padova, Firenze, Madrid, Barcelona, Valencia, Bogotá és Santiago de Chile. 1982 és 1987 között a lipcsei operaházban énekelt. Számos lemezfelvételt készített. Mesterkurzusokat tartott világszerte: London, Santiago de Chile, Medellín, Bogotá, Valparaíso, Bilbao.

## Főbb szerepei
- Mozart: Don Giovanni – Donna Anna
- Puccini: Pillangókisasszony – Cso-cso-szán
- Puccini: Tosca – Tosca
- Puccini: Bohémélet – Musette
- Puccini: Manon Lescaut – Manon
- Verdi: Aida – Aida
- Verdi: A végzet hatalma – Leonora
- Verdi: Don Carlos – Erzsébet
- Verdi: Az álarcosbál – Amelia
- Verdi: Aida – Aida
- Verdi: Simon Boccanegra – Amelia
- Verdi: Falstaff – Meg
- Verdi: Nabucco – Fenéna

## Díjai
1992-ben megosztott Bartók–Pásztory-díjat kapott. Kortárs magyar zeneművek bemutatása terén kifejtett kiemelkedő tevékenységéért Artisjus-díjat kapott 1993-ban.